# Prespelea quirsfeldi
Prespelea quirsfeldi är en skalbaggsart som beskrevs av Park 1953. Prespelea quirsfeldi ingår i släktet Prespelea och familjen kortvingar. Inga underarter finns listade i Catalogue of Life.